# 邓庄镇 (衡水市)
邓庄镇，是中华人民共和国河北省衡水市桃城区下辖的一个乡镇级行政单位。
2013年，河北省民政厅批复同意撤销邓家庄乡，设立邓庄镇，镇人民政府驻邓庄村政通路69号。

## 行政区划
邓庄镇下辖以下地区：
邓家庄村、梁家庄村、东王庄村、顺河庄村、留仲村、索水口村、东庄村、速流村、北苏闸村、欧家庄村、田家庄村、彭家庄村、南苏闸村、周言村、胡家庄村、大葛村、东葛村、西葛村、石辛庄村、东邢疃村、中邢疃村、前邢疃村、曹家庄村、武家庄村、张单驼村、王单驼村、孙单驼村、艾单驼村、大成村、许家庄村、西军卫村、东军卫村和张泡庄村。

## 交通
- 京九铁路：大葛村站